# فودافون مصر
ڤودافون مصر جزء من مجموعة شركات فوداكوم الجنوب إفريقية إحدى الشركات التابعة لمجموعة فودافون العالمية، وكانت تدعى في السابق كليك جي إس إم (Click GSM). يقع مقرها في القاهرة الكيلو 28 طريق مصر - إسكندرية الصحراوى القرية الذكية.
فودافون مصر هي مزود لخدمات اتصالات متكاملة تشمل خدمات الصوت ونقل بيانات والجيل الثالث برودباند والإنترنت الثابت ADSL.
لدى ڤودافون مصر فريق يبلغ عدده أكثر من 6000 موظف. كما تقدم ڤودافون مصر خدمات التجوال من خلال إتفاقيات مع أكثر من 500 شريك في ما يزيد عن 181 دولة.

## نبذة عامة
فودافون مصر، شركة إتصالات مصرية، تعتبر أكبر شركات المحمول من حيث عدد المشتركين النشطين. تأسست في عام 1998، تحت اسم شبكة كليك جي إس إم. تغطي فودافون مختلف خدمات تبادل الصوت والبيانات، بالإضافة إلى خدمات الإنترنت للجيل الثالث (3G) والجيل الرابع الجيل الرابع (جيل رابع) وخدمات خط المشترك الرقمي غير المتناظر والإنترنت ذا النطاق العريض.
اختارت مجموعة فودافون قبل تأسيس الشركة أن يكون المقر الرئيسي لها في مدينة المعادي، الجيزة، استمر المقر لمدة خمس سنوات فقط في الفترة ما بين عام 1998 وعام 2003 قبل أن ينتقل المقر الرئيسي إلى مدينة السادس من أكتوبر. حضر أعضاء من المجموعة الرئيسية اطلاق الشركة مثل نيل مارلي، إيان كروفورد وبيتر كارني.
تدار جميع عمليات فودافون الأساسية من فرع فودافون في القرية الذكية، على طريق مصر إسكندرية الصحراوي.

## الترخيص والتأسيس
- في 30 نوفمبر 1998، أعلنت شركة فودافون مصر للاتصالات عن حصول مجموعة مصر فون (تمتلك فودافون فيها حصة 30% من أسهمها) على الترخيص الثاني لعمليات جي إس إم في مصر تحت علامة كليك جي إس إم التجارية. اعتبر هذا القرار جزءا من التحرك لخصخصة وتحرير السوق المصري في ذلك الوقت.
- في حين كانت الرخصة الأولى من نصيب الشركة الوطنية (شركة أورانج مصر الآن) التي أطلقت أول خدمة للهواتف المحمولة في مصر عام 1996.[7] في عام 2007، نما سوق الاتصالات في مصر بشكل ملحوظ وأصبح أكثر تنافسية بعد حصول شركة اتصالات مصر على الترخيص الثالث لعمليات جي إس إم. وفي عام 2017، حصلت المصرية للاتصالات (we) على الترخيص الرابع لعمليات جي إس إم.
- في يناير 2007، أعلن الجهاز القومي لتنظيم الإتصالات (NTRA) منح شركة فودافون مصر رخصة 3G لمدة 15 عام.[8]
- في 16 أكتوبر 2016، حصلت شركة فودافون مصر على رخصة خدمات الهاتف المحمول من الجيل الرابع 4G مقابل رسوم امتياز قدرها 335 مليون دولار من الجهاز القومي لتنظيم الإتصالات (NTRA).[9]
- في يناير 2020، أعلنت شركة الاتصالات السعودية عن اتفاق مبدئي لشراء حصة مجموعة فودافون التي تقدر بحوالي 55% في فودافون مصر مقابل 2.4 مليار دولار، ولكن لم يتم التوصل إلى اتفاق نهائي مما أدى إلى إلغاء الاتفاق وظلت فودافون مصر تابعة لمجموعة فودافون العالمية.[10]
- في نوفمبر 2021 أعلنت شركة فوداكوم بأنها ستشتري أسهم شركة فودافون العالمية في شركة فودافون مصر والبالغة 55% مقابل 2.74 مليار دولار أمريكي.[11][12]

## القيمة السوقية
في عام 2011، تصدرت فودافون مصر سوق الاتصالات في مصر من حيث حصة الإيرادات وحجم قاعدة العملاء. تعرض فودافون خدماتها للأفراد والشركات مع التركيز على خدمات الاتصالات من الصوت إلى البيانات وخدمات الإنترنت. كجزء من هذه الاستراتيجية، اعلنت شركة فودافون مصر في سبمتبر 2006 عن استحواذها على 51% من أسهم شركة راية للاتصالات التي قدمت مجموعة متنوعة من الموارد التي من شأنها أن تساعد فودافون على التوسع لامتلاكها شبكة موزعة جغرافيًا جيدا داخل مصر غير خبرة قوية في مجال اتصالات بيانات الخطوط الثابتة. شجعت تلك الأمور التي ساهمت جيدا في نمو فودافون مصر مجلس الإدارة على الاستحواذ على الجزء المتبقي من شركة راية. في يونيو 2007، أعلنت فودافون مصر ملكيتها الكاملة لشركة راية.

## الشركات التابعة

### خدمات فودافون الدولية
تعتبر شركة خدمات فودافون الدولية شركة تابعة لشركة فودافون مصر. تأسست الشركة بغرض تقديم خدمات لعملائها خارج البلاد مثل خدمات تعهيد العمليات التجارية (BPO) وخدمات التعهيد الخارجي لتكنولوجيا المعلومات (ITO). في عام 2002، بدأت الشركة في تقديم الخدمات لشركة فودافون المملكة المتحدة بالتعاون مع 4 متخصصين في تكنولوجيا المعلومات

### سرمدي
في عام 2008، أعلنت فودافون مصر استحواذها على مجموعة سرمدي (ساركوم سابقا) لتصبح الذراع الرقمي لها والمسئولة عن عمليات الإنترنت لشركة فودافون مصر. تأسست سرمدي في عام 2001، ولها الفضل في إنشاء وتطوير العديد من خدمات الإنترنت الشعبية في مصر مثل موقع فالجول.كوم، موقع فل فان.كوم، موقع أخبارك.نت، موقع كونتاكت كارز.كوم، موقع دار الأخبار.كوم وموقع رياضة.كوم. هذا بالإضافة إلى العديد من مواقع الرياضة، الأفلام، الموسيقى والإعلانات المبوبة.

## مؤسسة فودافون مصر
إهتمت مؤسسة فودافون مصر بالعمل الخيري وبجمع استثمارات إجتماعية طويلة الأجل. في عام 2003، تم تسجيل المؤسسة كجمعية خيرية في وزارة التضامن الإجتماعي المصرية. المؤسسة مسجلة ككيان قانوني منفصل عن فودافون مصر، يديرها مجلس أمناء مستقل يضم عددًا من الشخصيات البارزة في مجال التنمية والعمل الاجتماعي في مصر.
تعتبر المؤسسة جزءا من إستراتيجية مجموعة فودافون العالمية لتطوير المجتمع، فهي مؤسسة من ضمن 23 مؤسسة خيرية لفودافون على مستوى العالم. تهدف المؤسسة إلى الانخراط في أشكال مختلفة من الاستثمار الاجتماعي بهدف تحسين سبل عيش الأشخاص المهمشين في مصر وتنفذ جميع مشاريعها من خلال منظمات غير حكومية عن طريق منحها الميزانية اللازمة لتنفيذ المشروع بالإضافة إلى تقديم الدعم العيني والتطوعي من قبل موظفي فودافون مصر.
في فبراير 2011، أطلقت مؤسسة فودافون مصر مبادرة محو الأمية، برنامج وطني (بالتعاون مع منظمة اليونسكو العالمية، وجمعية صناع الحياة، بالإضافة إلى العديد من منظمات المجتمع المدني والهيئات ذات الصلة وبالتنسيق مع وزارة التربية والتعليم المصرية) لمعالجة مشكلة الأمية في المجتمع المصري. أعلنت المباردة أنها تهدف إلى محو أمية 17 مليون مصري بحلول عام 2017

## الحصة السوقية
في أكتوبر 2017، أعلنت فودافون مصر أن لديها حوالي 43 مليون مشترك نشط من حوالي 101 مليون مشترك في سوق الهواتف المحموله في مصر

## انتقادات خلال ثورة يناير 2011
خلال ثورة يناير عام 2011، تعرضت شركة فودافون لحملة انتقادات شديدة من الشعب المصري بعد قرارها لإيقاف خدماتها عن الجمهور (فعلت موبينيل واتصالات الأمر نفسه) عندما بدأت المظاهرات ضد الرئيس السابق محمد حسني مبارك. لكن السلطات المصرية أمرت بعد ذلك بإعادة تشغيل الشبكة لإرسال رسائل نصية تحذيرية في البداية ثم رسائل تهدئة بالتزامن مع الإعلان عن حالة الطوارئ.
جاء رد الشركة فيما بعد تبرر فيه إرسال تلك الرسائل النصية توضح فيه أن الحكومة المصرية أجبرت جميع مشغلي الاتصالات على إرسال رسائل نصية مؤيدة للرئيس محمد حسني مبارك إلى عملائها وانها لم تسطع الرفض.
تعرضت فودافون مصر لحملة انتقادات شرسة أخرى بعد إعلان لها يشير إلى أنها ساعدت في إلهام الشباب للقيام بثورة يناير. بلغت مدة الإعلان ثلاث دقائق بعنوان «قوتنا». يعرض الفيديو صور من المسيرات الإحتجاجية في ميدان التحرير بالقاهرة قبل أن يأتي صوت الراوي قائلا:
«لم نرسل الناس إلى الشوارع، لم نبدأ الثورة... فقط ذكرنا المصريين بمدى قوتهم».
دافعت فودافون عن نفسها بقوة بخصوص الإعلان التجاري الذي أنتجته شركة التسويق الدولية جي دبليو تي. صرح حاتم دويدار لوسائل الإعلام قائلا:
«الشركة ليس لها أي صلة بهذا الفيديو وليس لديها علم مسبق بإنتاجه أو نشره على الإنترنت».

## الرعايات
بدأت الشراكة بين فودافون مع فريق كرة القدم الاهلي في عام 2002، وفي عام 2005 فودافون تجاوزت كرة القدم واتخذت فرق الاهلي لمدة تسعة غيرها من الألعاب الرياضية بما فيها الرياضات الجماعية مثل كرة السلة وكرة اليد والكرة الطائرة، فضلا عن الألعاب الفردية مثل الجمباز الطاولة والتنس كرة المضرب والكاراتيه والسباحة. فودافون أيضا الشراكة الموسعة التي ترعى الاحتفال بالذكرى المئوية الأهلي.

## وصلات خارجية
- الموقع الرسمي